# Grand Prix automobile des États-Unis Ouest 1981
Résultats du Grand Prix des États-Unis Ouest de Formule 1 1981 qui a eu lieu sur le circuit urbain de Long Beach le 15 mars 1981.

## Classement
| Pos. | No | Pilote              | Écurie          | Tours | Temps/Abandon                     | Grille | Points |
| ---- | -- | ------------------- | --------------- | ----- | --------------------------------- | ------ | ------ |
| 1    | 1  | Alan Jones          | Williams-Ford   | 80    | 1 h 50 min 41 s 33 (141,860 km/h) | 2      | 9      |
| 2    | 2  | Carlos Reutemann    | Williams-Ford   | 80    | + 9 s 19                          | 3      | 6      |
| 3    | 5  | Nelson Piquet       | Brabham-Ford    | 80    | + 34 s 92                         | 4      | 4      |
| 4    | 22 | Mario Andretti      | Alfa Romeo      | 80    | + 49 s 31                         | 6      | 3      |
| 5    | 3  | Eddie Cheever       | Tyrrell-Ford    | 80    | + 1 min 06 s 70                   | 8      | 2      |
| 6    | 33 | Patrick Tambay      | Theodore-Ford   | 79    | + 1 tour                          | 17     | 1      |
| 7    | 21 | Chico Serra         | Fittipaldi-Ford | 78    | + 2 tours                         | 18     |        |
| 8    | 16 | René Arnoux         | Renault         | 77    | + 3 tours                         | 20     |        |
| Abd. | 14 | Marc Surer          | Ensign-Ford     | 70    | Panne électrique                  | 19     |        |
| Abd. | 28 | Didier Pironi       | Ferrari         | 67    | Distribution d'essence            | 11     |        |
| Abd. | 25 | Jean-Pierre Jarier  | Ligier-Matra    | 64    | Pompe à essence                   | 10     |        |
| Abd. | 6  | Héctor Rebaque      | Brabham-Ford    | 49    | Sortie de piste                   | 15     |        |
| Abd. | 23 | Bruno Giacomelli    | Alfa Romeo      | 41    | Collision                         | 9      |        |
| Abd. | 26 | Jacques Laffite     | Ligier-Matra    | 41    | Collision                         | 12     |        |
| Abd. | 9  | Jan Lammers         | ATS-Ford        | 41    | Collision                         | 21     |        |
| Abd. | 20 | Keke Rosberg        | Fittipaldi-Ford | 41    | Allumage                          | 16     |        |
| Abd. | 29 | Riccardo Patrese    | Arrows-Ford     | 33    | Filtre à essence                  | 1      |        |
| Abd. | 32 | Beppe Gabbiani      | Osella-Ford     | 26    | Accident                          | 24     |        |
| Abd. | 12 | Nigel Mansell       | Lotus-Ford      | 25    | Accident                          | 7      |        |
| Abd. | 27 | Gilles Villeneuve   | Ferrari         | 17    | Transmission                      | 5      |        |
| Abd. | 7  | John Watson         | McLaren-Ford    | 16    | Moteur                            | 23     |        |
| Abd. | 11 | Elio De Angelis     | Lotus-Ford      | 13    | Suspension                        | 13     |        |
| Abd. | 15 | Alain Prost         | Renault         | 0     | Collision                         | 14     |        |
| Abd. | 8  | Andrea De Cesaris   | McLaren-Ford    | 0     | Collision                         | 22     |        |
| Nq.  | 4  | Kevin Cogan         | Tyrrell-Ford    |       | Non qualifié                      |        |        |
| Nq.  | 17 | Derek Daly          | March-Ford      |       | Non qualifié                      |        |        |
| Nq.  | 31 | Miguel Angel Guerra | Osella-Ford     |       | Non qualifié                      |        |        |
| Nq.  | 30 | Siegfried Stohr     | Arrows-Ford     |       | Non qualifié                      |        |        |
| Nq.  | 18 | Eliseo Salazar      | March-Ford      |       | Non qualifié                      |        |        |

## Pole position et record du tour
- Pole position : Riccardo Patrese en 1 min 19 s 399 (vitesse moyenne : 147,402 km/h).
- Meilleur tour en course : Alan Jones en 1 min 20 s 901 au 31e tour (vitesse moyenne : 144,666 km/h).

## Tours en tête
- Riccardo Patrese : 24 (1-24)
- Carlos Reutemann : 7 (25-31)
- Alan Jones : 49 (32-80)

## À noter
- 1re pole position pour Riccardo Patrese et l'unique d'Arrows ;
- 11e victoire pour Alan Jones ;
- 12e victoire pour Williams en tant que constructeur ;
- 137e victoire pour Ford-Cosworth en tant que motoriste.